# 切尔沃内 (鲍里斯皮尔区)
50°21′22″N 31°56′49″E / 50.35611°N 31.94694°E
切爾沃內（烏克蘭語：Червоне）是位於烏克蘭北部的村莊，由基辅州鲍里斯皮尔区的亞霍廷市鎮負責管轄。該村始建於1734年，面積2平方公里，海拔高度125米，2001年人口521，人口密度每平方公里260.5人。